# S&T Motiv K12
K12 — единый пулемёт производства S&T Motiv. Предназначен для замены в южнокорейских войсках американского пулемёта М60, выпускавшегося по лицензии. K12 впервые был продемонстрирован в 2009 году на международной сеульской выставке оборонных и аэрокосмических технологий ADEX.